# Reggiana Calcio Femminile 2014-2015
Questa voce raccoglie le informazioni riguardanti l'Associazione Sportiva Dilettantistica Reggiana Calcio Femminile nelle competizioni ufficiali della stagione 2014-2015.

## Stagione
Nel campionato di Serie B 2014-2015 il club terminò all'11º posto con 28 punti, uno in meno dovuto a una penalità, grazie alle 9 vittorie, 2 pareggi e 15 sconfitte, raggiungendo la salvezza. In Coppa Italia dopo aver superato non riuscì a superare gli ottavi di finale, venendo eliminata in casa dall'AGSM Verona con il risultato di 5-0 per le venete.

## Divise e sponsor
La tenuta riproponeva lo schema già utilizzato dalla Reggiana maschile, ovvero completo granata per la prima e completamente bianca, o con calzettoni granata, per la seconda. Lo sponsor principale era Barcom, azienda con sede a Castellarano.
|  | 1ª divisa |  | 2ª divisa |

## Rosa
| N. |                   | Ruolo | Calciatrice        |
| -- | ----------------- | ----- | ------------------ |
|    | Italia (bandiera) | P     | Francesca Ierardi  |
|    | Italia (bandiera) | D     | Giulia Bursi       |
|    | Italia (bandiera) | D     | Paola Gobbi        |
|    | Italia (bandiera) | D     | Chiara Marini      |
|    | Italia (bandiera) | D     | Rebecca Poluzzi    |
|    | Italia (bandiera) | D     | Elisa Prati        |
|    | Italia (bandiera) | C     | Benedetta Brignoli |
|    | Italia (bandiera) | C     | Francesca Burani   |
|    | Italia (bandiera) | C     | Jessica Castagneti |

| N. |                    | Ruolo | Calciatrice         |
| -- | ------------------ | ----- | ------------------- |
|    | Italia (bandiera)  | C     | Martina Corradini   |
|    | Italia (bandiera)  | C     | Debora Fragni       |
|    | Italia (bandiera)  | C     | Gaia Grenzi         |
|    | Albania (bandiera) | C     | Atdhetare Halitjaha |
|    | Italia (bandiera)  | C     | Arianna Monticelli  |
|    | Italia (bandiera)  | C     | Sara Tardini        |
|    | Italia (bandiera)  | A     | Sara Orlandini      |
|    | Italia (bandiera)  | A     | Benedetta Orsi      |
|    | Italia (bandiera)  | A     | Lara Spazzoli       |

## Calciomercato

### Sessione estiva
| Acquisti | Acquisti           | Acquisti          | Acquisti   |
| R.       | Nome               | da                | Modalità   |
| -------- | ------------------ | ----------------- | ---------- |
| C        | Benedetta Brignoli | Boca Barco        | definitivo |
| C        | Debora Fragni      | Atletico Oristano | definitivo |

| Cessioni | Cessioni | Cessioni | Cessioni |
| R.       | Nome     | a        | Modalità |
| -------- | -------- | -------- | -------- |
|          |          |          |          |

## Risultati

### Serie B

#### Girone di andata
| Arbitro: | Ferrieri Caputi (Livorno) |

|  |           |                |
|  | Marcatori | 28’ Battaiotto |

| Arbitro: | Stefano Camilli (Foligno) |

|                                         |           |  |
| Casali 17’, 75’ Lisi 70’ Venturelli 89’ | Marcatori |  |

| Arbitro: | Michele Scarpino (Bologna) |

|               |           |                             |
| Halitjaha 51’ | Marcatori | 28’ Monterubbiano 40’ Polli |

| Arbitro: | Simone Biffi (Treviglio) |

|            |           |  |
| Giazzi 18’ | Marcatori |  |

| Arbitro: | Jacopo Bertini (Lucca) |

|                                 |           |           |
| Burani 62’ Corradini 79’ (rig.) | Marcatori | 25’ Ganga |

| Arbitro: | Armando Ongarato (Castelfranco Veneto) |

|              |           |                                |
| Montorio 10’ | Marcatori | 19’, 24’ Orlandini 83’ Tardini |

| Arbitro: | Michele Cinque (Pistoia) |

|                        |           |  |
| Fragni 8’ Spazzoli 30’ | Marcatori |  |

| Arbitro: | Costin Spataru (Siena) |

|                        |           |  |
| C. Fiorucci 58’ (rig.) | Marcatori |  |

| Arbitro: | Manuel Berti (Pavia) |

|  |           |             |
|  | Marcatori | 80’ Filippi |

| Arbitro: | Alain Bontadi (Trento) |

|  |           |                                         |
|  | Marcatori | 34’ (aut.) Melato 42’ Grenzi 59’ Burani |

| Reggio Emilia 14 dicembre 2014, ore 14:30 CET 11ª giornata | Reggiana                  | 0 – 0 referto | Ženský-Padova | Stadio comunale Mirabello\| Arbitro: \| Adalberto Fiero (Pistoia) \| |
| Arbitro:                                                   | Adalberto Fiero (Pistoia) |               |               |                                                                      |

| Arbitro: | Davide Barozzi (Rovereto) |

|                   |           |           |
| Paoletti 31’, 38’ | Marcatori | 5’ Grenzi |

| Arbitro: | Stefano Belfiore (Parma) |

|               |           |                            |
| Halitjaha 11’ | Marcatori | 83’ Casagrande 85’ Cisotto |

#### Girone di ritorno
| Arbitro: | Armando Ongarato (Castelfranco Veneto) |

|                          |           |  |
| Zuanti 9’, 85’ Vanin 89’ | Marcatori |  |

| Arbitro: | Mattia Barbolini (Modena) |

|                                           |           |  |
| Tardini 20’ Orsi 40’ Corradini 73’ (rig.) | Marcatori |  |

| Arbitro: | Marco Monaldi (Macerata) |

|                      |           |  |
| Catena 11’ Polli 68’ | Marcatori |  |

| Arbitro: | Stefano Belfiore (Parma) |

|                                                                       |           |  |
| Halitjaha 7’ Corradini 21’ (rig.) Burani 29’ Tardini 43’ Brignoli 83’ | Marcatori |  |

| Arbitro: | Tommaso Betta (Bolzano) |

|                          |           |                     |
| Ganga 18’ Michelotto 79’ | Marcatori | 41’ Grenzi 52’ Orsi |

| Arbitro: | Fabiano Simone (Bologna) |

|                                        |           |             |
| Halitjaha 20’ Corradini 27’ Fragni 76’ | Marcatori | 71’ Fratini |

| Arbitro: | Alain Bontadi (Trento) |

|  |           |                                      |
|  | Marcatori | 48’ Tardini 61’ Orsi 76’, 83’ Burani |

| Arbitro: | Francesco Alberti (Imola) |

|  |           |               |
|  | Marcatori | 7’ Bordellini |

| Arbitro: | Emanuele Frascaro (Firenze) |

|                                                 |           |  |
| 2’ Giovannini 7’ (aut.) Grenzi 21’, 43’ Lenzini | Marcatori |  |

| Arbitro: | Massimo Abagnale (Parma) |

|                                          |           |              |
| Brignoli 75’ Corradini 88’ Tardini 90+1’ | Marcatori | 81’ Marangon |

| Arbitro: | Marco Bodini (Verona) |

|                                            |           |                        |
| Giacometti 5’ Fabbruccio 23’ Mazzucato 55’ | Marcatori | 27’ Orsi 78’ Corradini |

| Arbitro: | Michele Cinque (Pistoia) |

|               |           |                                     |
| Corradini 61’ | Marcatori | 28’ Pugnetti 29’, 44’, 71’ Paoletti |

| Arbitro: | Luca Bergamin (Castelfranco Veneto) |

|                                                    |           |               |
| Cisotto 12’, 18’ De Martin 35’ Da Re 51’ Zanon 58’ | Marcatori | 90’ Halitjaha |

### Coppa Italia
| Arbitro: | Giaccaglia (Jesi) |

|                                        |           |  |
| Cimatti 2’ Longato 16’ Antonecchia 36’ | Marcatori |  |

| Arbitro: | Melillo (Pontedera) |

|                                           |           |  |
| Tardini 25’, 75’ Grenzi 50’ Corradini 73’ | Marcatori |  |

| Arbitro: | Francesco Ferro (Latisana) |

|  |           |                                          |
|  | Marcatori | 24’ Orlandini 59’ Poluzzi 67’ Castagneti |

| Arbitro: | Abagnale (Parma) |

|  |           |                                             |
|  | Marcatori | 6’, 51’, 68’ Panico 69’ Gelmetti 79’ Ramera |

## Statistiche

### Statistiche di squadra
| Competizione | Punti | In casa | In casa | In casa | In casa | In casa | In casa | In trasferta | In trasferta | In trasferta | In trasferta | In trasferta | In trasferta | Totale | Totale | Totale | Totale | Totale | Totale | DR |
| Competizione | Punti | G       | V       | N       | P       | Gf      | Gs      | G            | V            | N            | P            | Gf           | Gs           | G      | V      | N      | P      | Gf     | Gs     | DR |
| ------------ | ----- | ------- | ------- | ------- | ------- | ------- | ------- | ------------ | ------------ | ------------ | ------------ | ------------ | ------------ | ------ | ------ | ------ | ------ | ------ | ------ | -- |
| Serie B      | 28    | 13      | 6       | 1       | 6       | 21      | 14      | 13           | 3            | 1            | 9            | 16           | 28           | 26     | 9      | 2      | 15     | 37     | 42     | -5 |
| Coppa Italia | -     | 2       | 1       | 0       | 1       | 4       | 5       | 2            | 1            | 0            | 1            | 3            | 3            | 4      | 2      | 0      | 2      | 7      | 8      | -1 |
| Totale       | -     | 15      | 7       | 1       | 7       | 25      | 19      | 15           | 4            | 1            | 10           | 19           | 31           | 30     | 11     | 2      | 17     | 44     | 50     | -6 |

### Andamento in campionato
| Giornata  | 1 | 2 | 3 | 4 | 5 | 6 | 7 | 8 | 9 | 10 | 11 | 12 | 13 | 14 | 15 | 16 | 17 | 18 | 19 | 20 | 21 | 22 | 23 | 24 | 25 | 26 |
| --------- | - | - | - | - | - | - | - | - | - | -- | -- | -- | -- | -- | -- | -- | -- | -- | -- | -- | -- | -- | -- | -- | -- | -- |
| Luogo     | C | T | C | T | C | T | C | T | C | T  | C  | T  | C  | T  | C  | T  | C  | T  | C  | T  | C  | T  | C  | T  | C  | T  |
| Risultato | P | P | P | P | V | V | V | P | P | V  | N  | P  | P  | P  | V  | P  | V  | N  | V  | V  | P  | P  | V  | P  | P  | P  |
| Posizione |   |   |   |   |   |   |   |   |   |    | 9  |    |    |    |    |    |    |    |    |    |    |    |    |    |    | 11 |

Legenda:

Luogo: C = Casa; T = Trasferta. Risultato: V = Vittoria; N = Pareggio; P = Sconfitta.

### Statistiche delle giocatrici
| Giocatore     | Serie B  | Serie B | Serie B     | Serie B    | Coppa Italia | Coppa Italia | Coppa Italia | Coppa Italia | Totale   | Totale | Totale      | Totale     |
| Giocatore     | Presenze | Reti    | Ammonizioni | Espulsioni | Presenze     | Reti         | Ammonizioni  | Espulsioni   | Presenze | Reti   | Ammonizioni | Espulsioni |
| ------------- | -------- | ------- | ----------- | ---------- | ------------ | ------------ | ------------ | ------------ | -------- | ------ | ----------- | ---------- |
| B. Brignoli   | 14       | 2       | 1           | 0          | ?            | ?            | ?            | ?            | 14+      | 2+     | 1+          | 0+         |
| F. Burani     | 23       | 5       | 0           | 0          | ?            | ?            | ?            | ?            | 23+      | 5+     | 0+          | 0+         |
| G. Bursi      | 1        | 0       | 0           | 0          | ?            | ?            | ?            | ?            | 1+       | 0+     | 0+          | 0+         |
| J. Castagneti | 20       | 0       | 0           | 0          | ?            | 1            | ?            | ?            | 20+      | 1      | 0+          | 0+         |
| M. Corradini  | 25       | 7       | 4           | 0          | ?            | 1            | ?            | ?            | 25+      | 8      | 4+          | 0+         |
| D. Fragni     | 26       | 2       | 1           | 0          | ?            | ?            | ?            | ?            | 26+      | 2+     | 1+          | 0+         |
| G. Grenzi     | 24       | 3       | 3           | 1          | ?            | 1            | ?            | ?            | 24+      | 4      | 3+          | 1+         |
| P. Gobbi      | 26       | 0       | 3           | 0          | ?            | ?            | ?            | ?            | 26+      | 0+     | 3+          | 0+         |
| A. Halitjaha  | 22       | 5       | 1           | 0          | ?            | ?            | ?            | ?            | 22+      | 5+     | 1+          | 0+         |
| F. Ierardi    | 24       | -34     | 0           | 1          | ?            | ?            | ?            | ?            | 24+      | -34+   | 0+          | 1+         |
| C. Marini     | 22       | 0       | 0           | 0          | ?            | ?            | ?            | ?            | 22+      | 0+     | 0+          | 0+         |
| A. Monticelli | 12       | 0       | 0           | 0          | ?            | ?            | ?            | ?            | 12+      | 0+     | 0+          | 0+         |
| S. Orlandini  | 16       | 2       | 1           | 0          | ?            | 1            | ?            | ?            | 16+      | 3      | 1+          | 0+         |
| B. Orsi       | 15       | 4       | 3           | 0          | ?            | ?            | ?            | ?            | 15+      | 4+     | 3+          | 0+         |
| R. Poluzzi    | 11       | 0       | 0           | 0          | ?            | 1            | ?            | ?            | 11+      | 1      | 0+          | 0+         |
| E. Prati      | 25       | 0       | 0           | 0          | ?            | ?            | ?            | ?            | 25+      | 0+     | 0+          | 0+         |
| L. Spazzoli   | 12       | 1       | 1           | 0          | ?            | ?            | ?            | ?            | 12+      | 1+     | 1+          | 0+         |
| S. Tardini    | 25       | 5       | 3           | 0          | ?            | 2            | ?            | ?            | 25+      | 7      | 3+          | 0+         |